# Новий Айдар
Нови́й Айда́р — лінійна станція Лиманської дирекції Донецької залізниці.
Розташована в смт Новоайдар, Щастинський район, Луганської області на лінії Кіндрашівська-Нова — Граківка між станціями Красноозерівка (13 км) та Половинкине (32 км). Відстань до ст. Кіндрашівська-Нова — 52 км, до ст. Граківка — 141 км.
Відкрита 1940 року.
30 травня 2016 року рух поїздів відновлено, лінією Валуйки — Кіндрашівська почав курсувати приміський поїзд Кіндрашівська-Нова — Лантратівка.